# خالد عوض
خالد عوض هو مؤرخ وباحث فلسطيني وُلد عام 1964 في مدينة الناصرة. يُعد من أبرز الباحثين في مجال التاريخ والتراث الفلسطيني، حيث كرّس جهوده لتوثيق الفلكلور والتاريخ الشفوي الفلسطيني، مع التركيز على الفترة الممتدة من العهد العثماني حتى نهاية الانتداب البريطاني.
أنهى عوض دراسته الثانوية في المدرسة الثانوية البلدية بالناصرة، ثم التحق بجامعة بيرزيت حيث حصل على درجة البكالوريوس في علم الاجتماع. تابع دراسته العليا في جامعة النجاح الوطنية بنابلس، مما أتاح له تعميق معرفته في مجالات التاريخ والتراث.

## النشاط الأكاديمي والبحثي
يشغل خالد عوض منصب مدير جمعية السباط للحفاظ على الثقافة والتراث الفلسطيني في الناصرة. تُعنى الجمعية بجمع وتوثيق التراث الفلسطيني المادي والشفوي، وتنظيم فعاليات ثقافية تُسهم في الحفاظ على الهوية الوطنية.
أصدر عوض العديد من الكتب والدراسات التي تناولت محطات هامة في التاريخ الفلسطيني، منها:
- "الحركة الوطنية والثقافية في الناصرة 1930–1948"، الذي استند فيه إلى أوراق خوري البلد سمعان نصار لتوثيق النشاط الوطني والثقافي في المدينة خلال تلك الفترة.[3]
- "100 عام على وعد بلفور"، دراسة توثيقية شملت صورًا ووثائق تؤرخ للفترة من وعد بلفور حتى النكبة.[4]
- "الاستيطان: سلطة المال وصناعة التاريخ"، الذي يناقش فيه دور المال في دعم المشروع الاستيطاني وتغيير الهوية الجغرافية والسكانية لفلسطين.[5]

## إسهاماته في توثيق التراث الفلسطيني
يُعتبر خالد عوض من الرواد في مجال توثيق التراث الفلسطيني، حيث قام بجمع وتوثيق العديد من الروايات الشفوية والمواد الفلكلورية التي تُعبّر عن الهوية الثقافية للشعب الفلسطيني.
من أبرز أعماله في هذا المجال:
- "سجل الناصرة المصور"، الذي يُوثق تاريخ مدينة الناصرة من خلال مجموعة من الصور والوثائق النادرة.[2]
- "فلسطين بلاد بلا شعب؟"، دراسة تُفنّد الادعاءات الصهيونية حول فراغ فلسطين من السكان قبل النكبة، مستندًا إلى وثائق وشهادات تاريخية.[6]

## مشاركاته الثقافية والإعلامية
شارك خالد عوض في العديد من الندوات والمؤتمرات الثقافية التي تُعنى بالتاريخ والتراث الفلسطيني، حيث قدّم أوراقًا بحثية ومحاضرات تُسلّط الضوء على قضايا الهوية والذاكرة الجماعية. كما أُجريت معه عدة مقابلات صحفية تناولت مسيرته البحثية وأعماله.

## مؤلفاته
أصدر خالد عوض مجموعة من الكتب التي تُعنى بالتاريخ والتراث الفلسطيني، منها:
- "الحركة الوطنية والثقافية في الناصرة 1930–1948"[3]
- "100 عام على وعد بلفور"[4]
- "الاستيطان: سلطة المال وصناعة التاريخ"[5]
- "سجل الناصرة المصور"[2]
- "فلسطين بلاد بلا شعب؟"[6]